# Iqaluit
Iqaluit (uitspraak: I-kal-oeït), oude naam (tot 1987) Frobisher Bay, is een stad in het noorden van Canada en is tevens hoofdstad van het in 1999 gevormde territorium Nunavut. De stad ligt in het zuidoostelijk deel van Baffineiland aan de Frobisher Bay. Er woonden in 2021 7429 mensen op een oppervlakte van 52 km². Iqaluit is hiermee de kleinste hoofdstad van Canada (op het 1e bestuursniveau).
Van de inwoners is 60% Inuit. In de stad heerst een poolklimaat, ondanks dat ze ten zuiden van de noordpoolcirkel is gelegen.

## Vervoer
Vanaf de Luchthaven Iqaluit verzorgen Canadian North en de chartermaatschappijen Air Nunavut, Chrono Aviation en Panorama Aviation lijnvluchten naar verschillende binnenlandse bestemmingen.

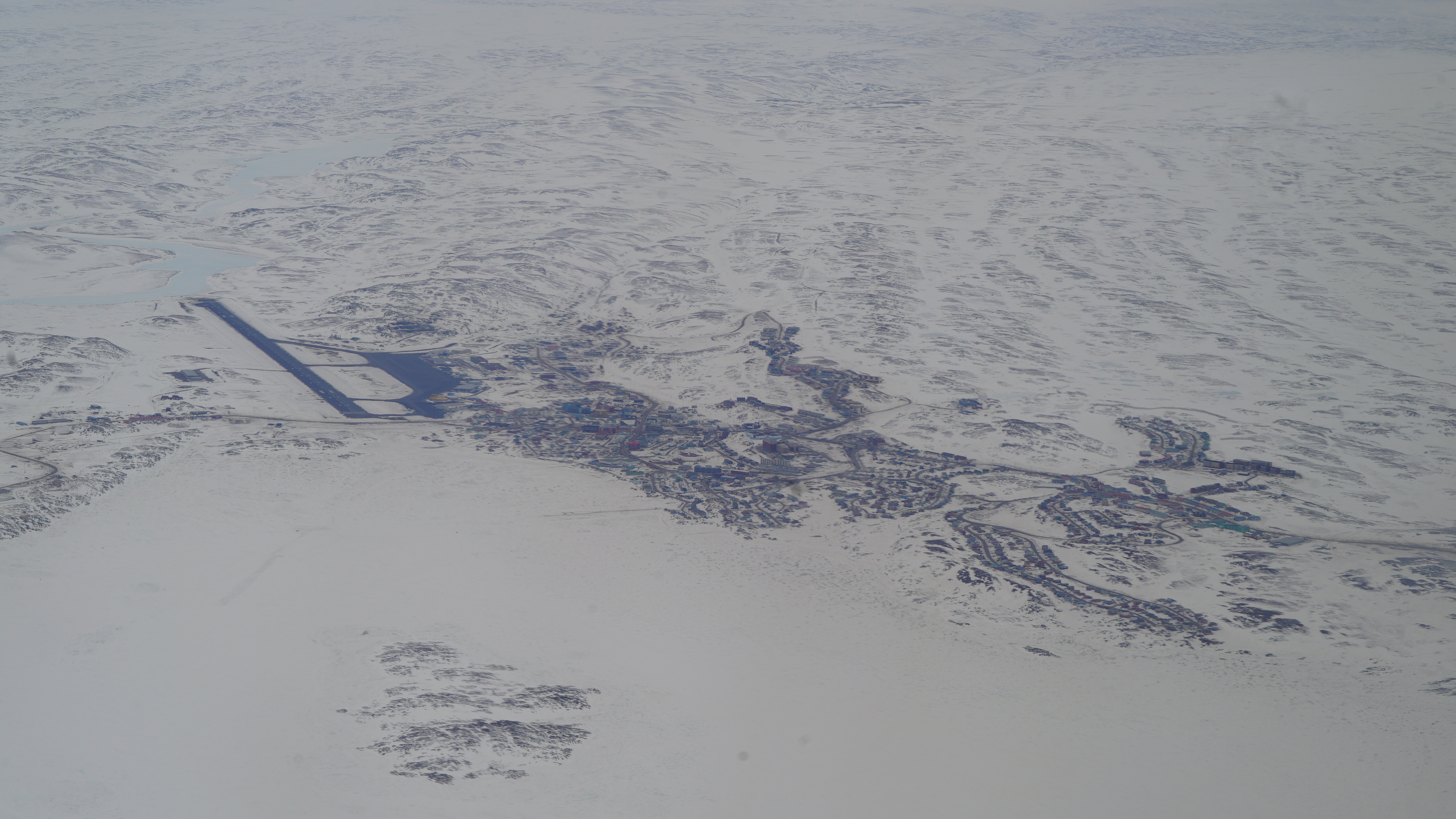
De plaats in de winter (luchtfoto).